# Kolkwitz
Kolkwitz (in lusaziano inferiore Gołkojce) è un comune di 9 384 abitanti del Brandeburgo, in Germania.

Appartiene al circondario della Sprea-Neiße.

## Società

### Evoluzione demografica
- Sviluppo della popolazione dal 1875 entro gli attuali confini (Linea Blu: Popolazione; Linea puntata: Confronto dello sviluppo della popolazione dello stato del Brandenburgo; Sfondo grigio: Ai tempi del governo nazista; Sfondo rosso: Al tempo del governo comunista)
- Sviluppo recente della popolazione (Linea blu) e previsioni

| Anno | Abitanti |
| ---- | -------- |
| 1875 | 5 701    |
| 1890 | 6 296    |
| 1910 | 6 880    |
| 1925 | 7 352    |
| 1939 | 8 975    |
| 1950 | 10 521   |
| 1964 | 8 939    |

| Anno | Abitanti |
| ---- | -------- |
| 1971 | 8 447    |
| 1981 | 7 831    |
| 1985 | 7 689    |
| 1990 | 7 555    |
| 1995 | 8 622    |
| 2000 | 10 270   |
| 2005 | 9 989    |

| Anno | Abitanti |
| ---- | -------- |
| 2010 | 9 542    |
| 2015 | 9 147    |
| 2016 | 9 188    |
| 2017 | 9 189    |
| 2018 | 9 177    |
| 2019 | 9 219    |
| 2020 | 9 269    |

Fonti dei dati sono nel dettaglio nelle Wikimedia Commons..

## Geografia antropica

### Suddivisioni amministrative
Il territorio comunale si divide in 17 zone (Ortsteil), corrispondenti al centro abitato di Kolkwitz e a 16 frazioni:
- Kolkwitz (centro abitato)
- Babow
- Brodtkowitz
- Dahlitz
- Eichow
- Glinzig
- Gulben
- Hänchen
- Kackrow
- Klein Gaglow
- Krieschow
- Kunersdorf
- Limberg
- Milkersdorf
- Papitz
- Wiesendorf
- Zahsow

## Amministrazione

### Gemellaggi
Kolkwitz è gemellata con:
- Großmehring, dal 1994
- Torzym, dal 2006